# آلفرد آیزنبیسر
آلفرد آیزنبیسر (رومانیایی: Alfred "Fredi" Fieraru؛ ۷ آوریل ۱۹۰۸ – ۱ ژوئیهٔ ۱۹۹۱) یک بازیکن فوتبال اهل رومانی بود.
وی همچنین در تیم ملی فوتبال رومانی بازی کرده‌است.